# Taíget
El mont Taíget (grec: Ταΰγετος), a l'edat mitjana i fins al segle xix anomenat també Pentedàktylos (grec: Πενταδάκτυλος, Pendedàktilos 'cinc dits'), és una cadena muntanyosa de Grècia situada prop d'Esparta (Peloponès), que s'estenen de les muntanyes d'Arcàdia cap al sud, fins al cap Tènar. La seva altura màxima és de 2409 m, i és el massís culminant del Peloponès, per davant el Mont Cil·lene. Fa part de les unitats perifèriques d'Arcàdia, Lacònia i Messènia.
A l'antiguitat, els espartans sovintejaren la falda de les seves muntanyes i l'utilitzaren com a lloc per executar els criminals i delinqüents (avenc de Cèadas, semblant a la Roca Tarpeia de Roma) i per dipositar-hi els infants nascuts amb deformitats (barranc dels Apòtetes).

## Geografia
La seva altura màxima, 2409 m, es dona prop d'Esparta, i s'anomena Profitis Ilias ('Profeta Elies', perquè no gaire lluny del cim s'alça una església del profeta Elies); a l'antiguitat era anomenat Tàleton (grec antic: Ταλετόν, Taleton, llatí: Taletum). El cim es caracteritza per tenir una forma semblant a una piràmide. No gaire lluny es troba el cim del Paximadi, de 2300 m, a l'antiguitat anomenat Èvores (grec antic: Εὐόρας).
La vall del riu Eurotes s'estén cap a l'est, mentre que la Mar Jònica es troba al sud; a l'oest s'obre el Golf de Messènia, i al nord la regió d'Arcàdia. Del vessant oriental es pot veure gairebé tota la vall de l'Eurotes, la serralada del Parnó i la meitat de Lacònia. Els panorames dels vessants occidentals inclouen Calamata i la meitat oriental de Messènia i sud-oest d'Arcàdia.

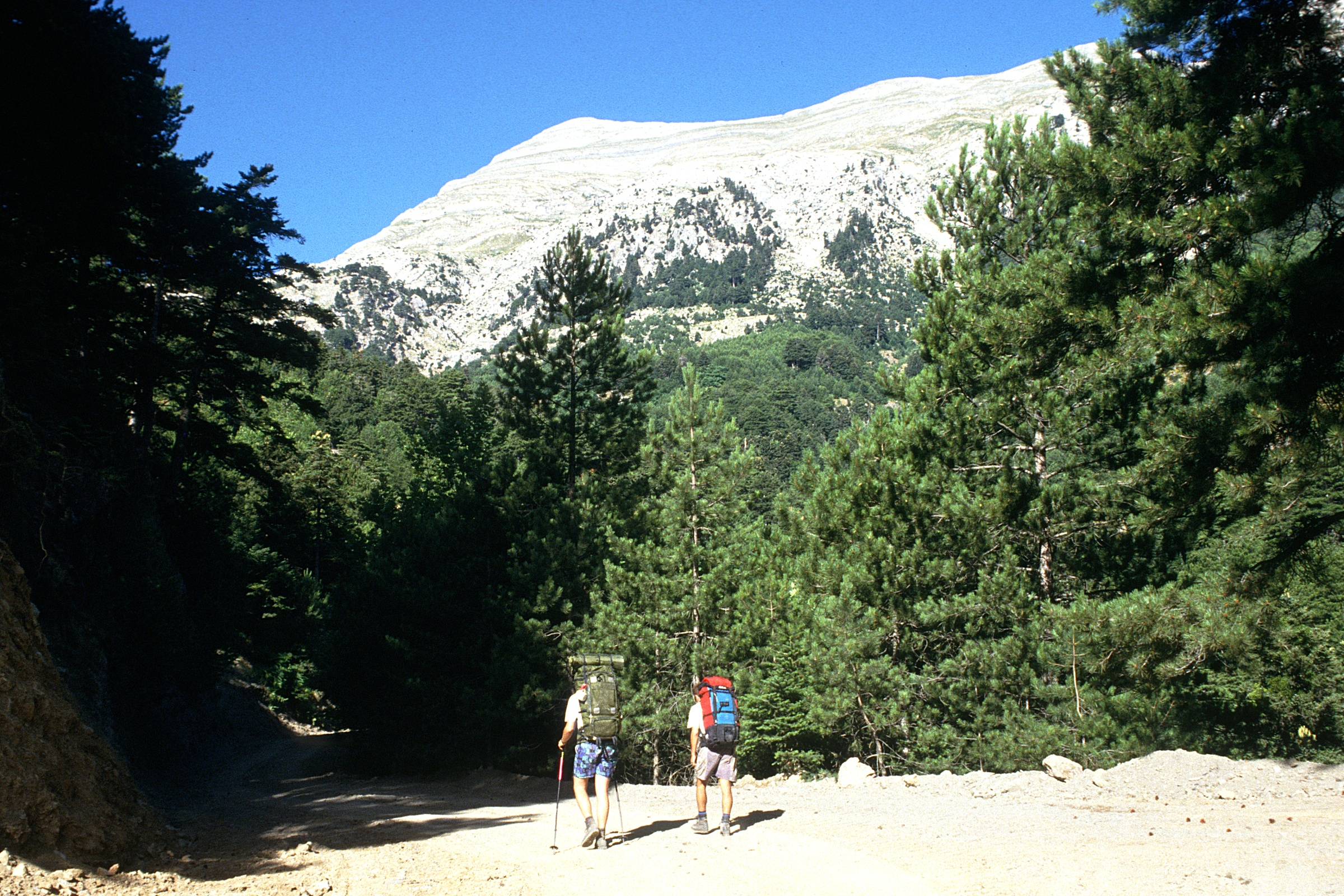
El Profitis Ilias

La part central de la serralada s'anomena Skoteini Plevra, que significa 'el costat fosc', perquè els pobles que es troben en aquest costat del Taíget no reben gran quantitat de Sol, especialment en les hores del matí i abans del vespre. Gran part de la zona és boscosa. Les zones altes estan desforestades i estan cobertes de pastures, prats i flors. La zona rep sol durant la tarda, i la superfície insoladora d'aproximadament 4 a 5 km i l'amplada de prop d'1 km. A la part sud hi havia pedreres de marbre i mines de ferro, les més importants de les quals a Crocees (pòrfir verd).
De l'Eurotes estant es desprenen uns contraforts anomenats Lykovuni (Λυκοβούνι, 'muntanyes dels llops'), que formen un districte muntanyós fins al golf messènic anomenat Mani, i els seus habitants, maniotes, que varen romandre independents durant tota la dominació otomana, si més no de facto.
El Taíget és un lloc d'atracció turística, i la ruta E4 del SEGR passa pel Taíget. La carretera interestatal 82, que uneix Calamata amb Esparta de nord al centre i amb una longitud d'uns 1.060 m, travessa la serralada.

## Història
A l'antiguitat, en un avenc o barranc del Taíget anomenat Cèadas (grec antic: Καιάδας, Kaiadas), els espartans llançaven els delinqüents que havien estat condemnats. En unes excavacions recents, finançades per la Universitat d'Atenes, es van descobrir restes d'individus adults que provaven que el Cèadas era un lloc de càstig per als delinqüents, traïdors i captius.
Per altra banda, també al Taíget hi havia un altre indret, anomenat Apòtetes (grec antic: Ἀπόθεται, Apóthetai), on els espartans dipositaven els infants que havien nascut amb alguna deformitat. Esparta era una ciutat guerrera i la debilitat física no era tolerada; per això, els esparciates havien de tenir una bona forma física, i calia evitar criar ciutadans amb malformacions.